# Куличка (Красноярский край)
Куличка — деревня в составе Павловского сельсовета Назаровского района Красноярского края России.

## География
Деревня расположена в 68 км к западу от райцентра Назарово.

## Население
| 2010 |
| ---- |
| 124  |

Гендерный состав
По данным Всероссийской переписи населения 2010 года 62 мужчины и 62 женщины из 124 чел.